# Flabellum australe
Espèce
Statut CITES
Flabellum australe est une espèce de coraux appartenant à la famille des Flabellidae.